# 香德设治局
香德设治局，中华民国时期在今青海省设置的设治局。
1943年由都兰县析置，治所在今青海省都兰县香日德镇。1946年撤销，并入都兰县。